# Santa Maria Egiziaca a Forcella
Koordinaten: 40° 50′ 58,7″ N, 14° 15′ 51,4″ O

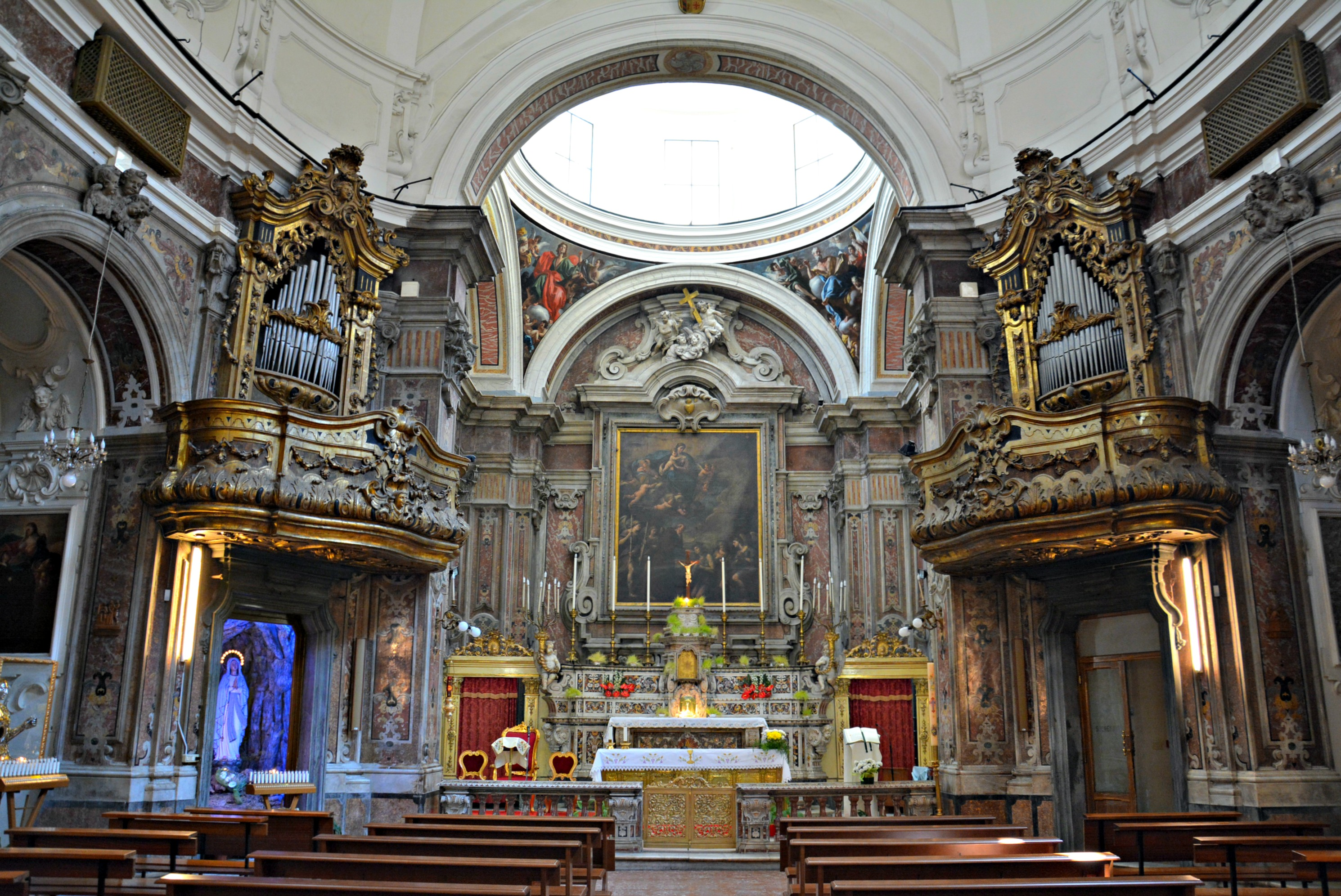
Innenraum mit Blick zur Apsis

Santa Maria Egiziaca a Forcella ist eine Kirche in Neapel im Stadtviertel Forcella, am Rettifilo (Corso Umberto I.). Sie gilt aufgrund der Einheitlichkeit ihres Stils als eines der schönsten Beispiele des neapolitanischen Barock. Da die Fassade ursprünglich zur Piazza dell’Olmo lag, wird die Kirche auch manchmal als Santa Maria Egiziaca all’Olmo bezeichnet.
Es gibt in Neapel noch eine zweite Kirche, die der heiligen Maria von Ägypten geweiht ist, Santa Maria Egiziaca a Pizzofalcone auf dem Hügel von Pizzofalcone.

## Geschichte
Die Kirche wurde 1342 unter der Schirmherrschaft der Königin Sancha von Aragon gegründet. Die Königin selber war sehr fromm und trat nach dem Tod ihres Mannes in ein Klarissenkloster ein. Die Kirche und die dazugehörigen Gebäude waren als Zufluchtsort für donne di mondo convertite bestimmt, das heißt für Prostituierte oder für Frauen, die ein sündhaftes weltliches Leben geführt hatten, das sie mittlerweile bereuten. Auf diese Bestimmung deutet bereits die Wahl der Titularheiligen Maria von Ägypten hin, die selber nach einem Leben in der Prostitution zur reuigen Büßerin wurde, die abgeschieden als heilige Einsiedlerin lebte. Die Funktion des Klosters als „Heim für gefallene Frauen“ wurde später vor allem von der Kirche  Santa Maria Maddalena übernommen, Santa Maria Egiziaca wurde stattdessen Teil eines kleinen Nonnenklosters für adlige Frauen.

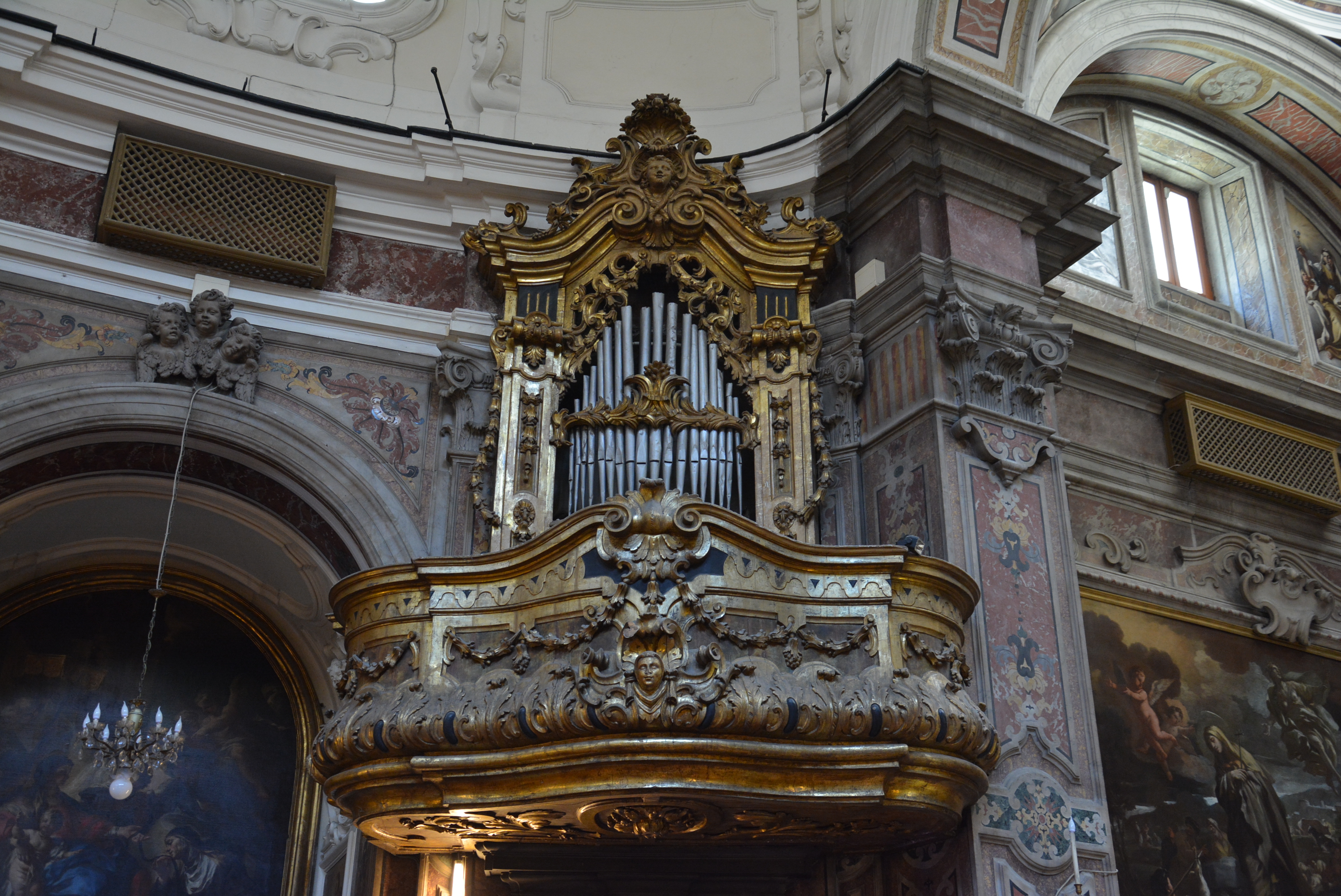
Eine der Orgeln

Die Kirche wurde 1500 von Gabriele d’Agnolo und 1684 von Dionisio Lazzari umgebaut. Der Letztgenannte gab der Kirche ihr heutiges barockes Aussehen.
Während der Umgestaltung Neapels im 19. Jahrhundert, als der Corso Umberto I. direkt an der Kirche vorbeigeführt wurde, baute man am Corso eine zusätzliche Fassade mit Seiteneingang; die Kirche behielt jedoch zugleich ihren alten Eingang.
In der ersten Hälfte des 20. Jahrhunderts wurde im Kloster ein Krankenhaus eingerichtet, das später nach Kardinal Alessio Ascalesi benannt wurde.

## Beschreibung

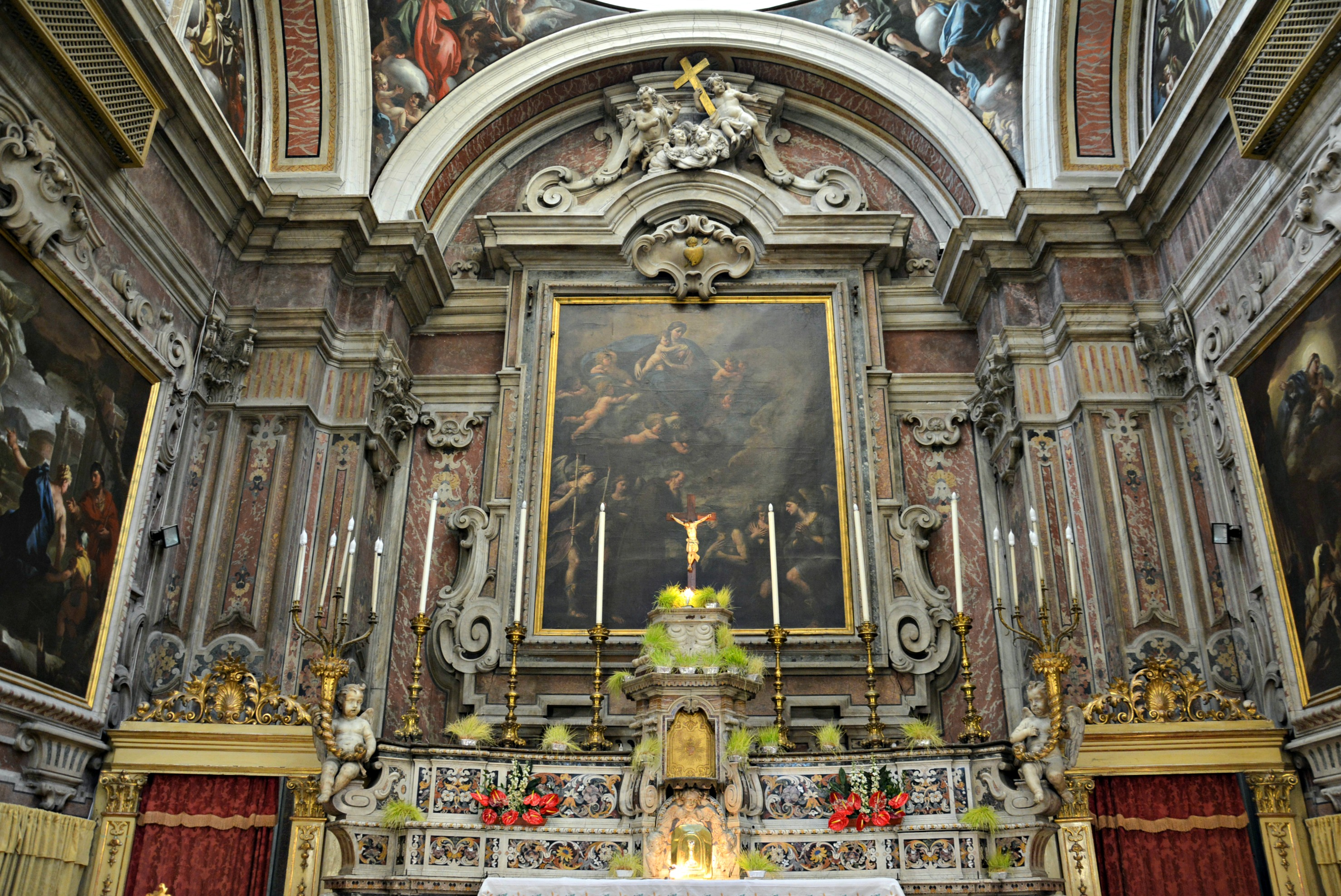
Hauptaltar in der Apsis

Der barocke Innenraum ist ein Oval mit Seitenkapellen und mit einer überkuppelten Apsis. Die Marmordekoration wurde von Nicola Tagliacozzi Canale entworfen; als Basis wurde durchgehend weiß geäderter rosa und rötlicher Marmor verwendet, der mit bunten floralen Intarsien im typisch neapolitanischen Stil verziert und mit weißem Marmor und Stuck abgesetzt ist.
Ein auffälliges architektonisches und dekoratives Element sind die vier vergoldeten und reichgeschnitzten Orgelemporen, von denen jedoch nur die beiden neben dem Triumphbogen zur Chorkapelle in der Apsis auch tatsächlich zwei Orgeln tragen. Die Emporen neben dem Eingang sind leer.
Der Hauptaltar (1713) mit meisterhaften Marmorintarsien in Form von Blumen und Girlanden ist ein Werk von Gennaro Ragozzino. Das Altargemälde Die Kommunion der heiligen Maria Aegyptiaca schuf Andrea Vaccaro (datiert 1668). An den Seitenwänden der Apsis befinden sich zwei Bilder von  Luca Giordano, Die Konversion und Die Flucht der heiligen Maria Aegyptiaca. Die Fresken zwischen den Fenstern und an den Vierungspfeilern der Kuppel malte Paolo De Maio.

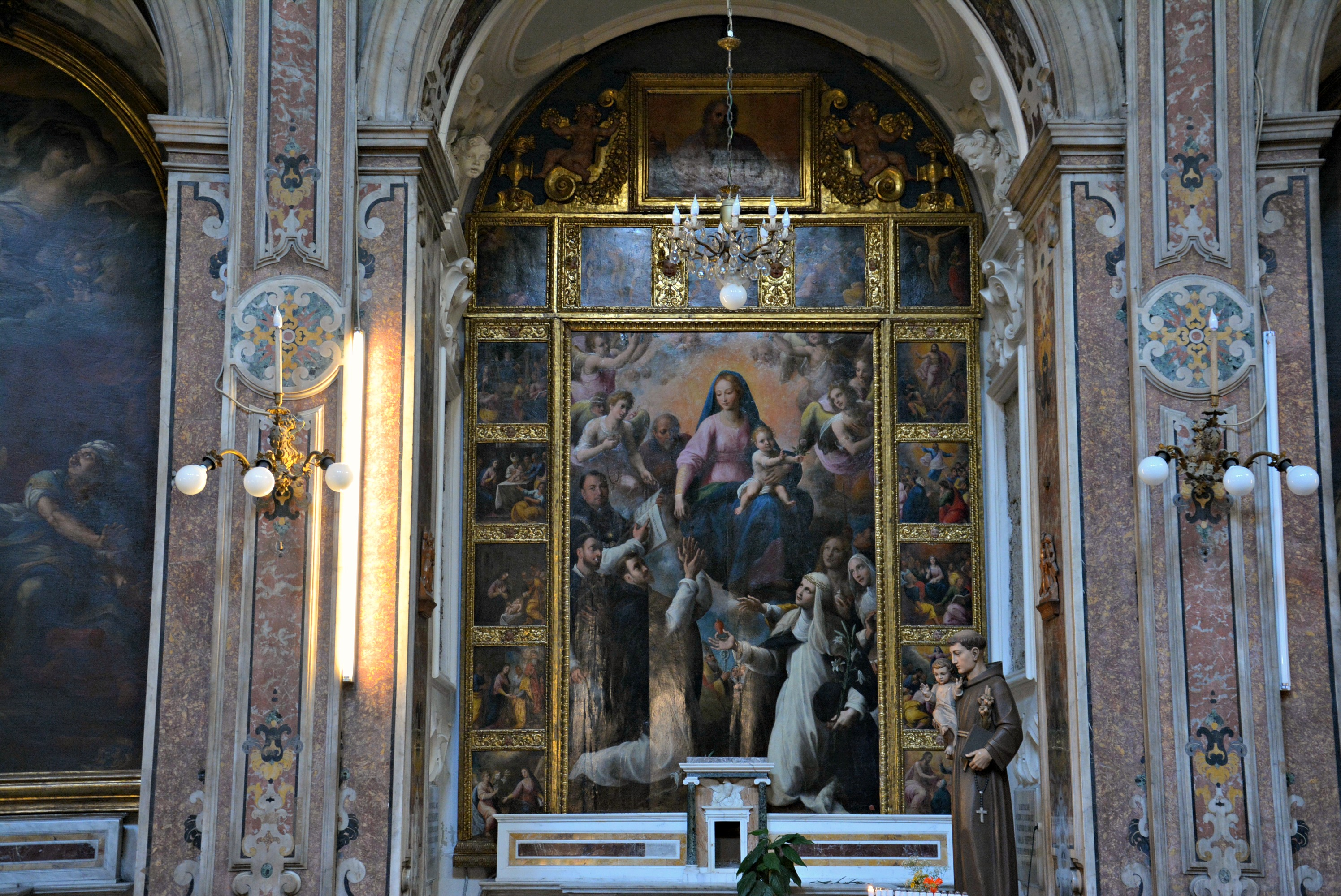
Rosenkranzkapelle mit Altar von Fabrizio Santafede

Die Gestaltung der Seitenkapellen ist grundsätzlich einheitlich und besteht aus weißem Stuck mit Engelsfiguren an den Seitenwänden. Unter den Altargemälden fallen mehrere Werke von Francesco Solimena auf: In der dritten Kapelle rechts die Madonna mit den Heiligen Angelo und Chiara di Montefalco und Die Heiligen Gaetano und Francesco; außerdem eine Madonna mit den Heiligen Augustinus und Monika. Von den übrigen Altären sind besonders erwähnenswert die Rosenkranzmadonna von Fabrizio Santafede, das Wunder des heiligen Nikolaus von Giacomo Farelli und die Jungfrau Maria in ihrer Jugend von Paolo De Matteis.

## Galerie

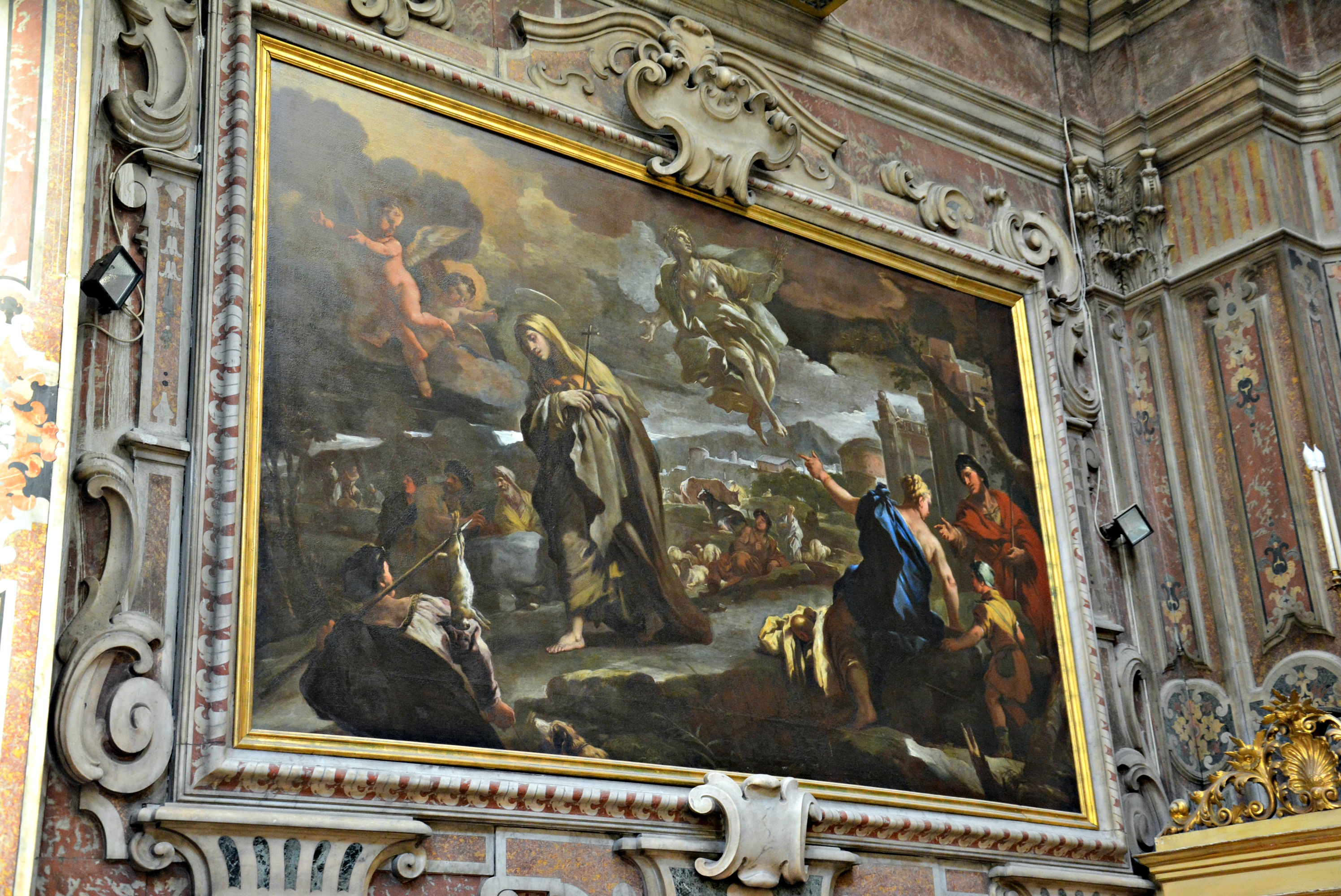
Linke Apsiswand mit Luca Giordanos Die Flucht der heiligen Maria Aegyptiaca
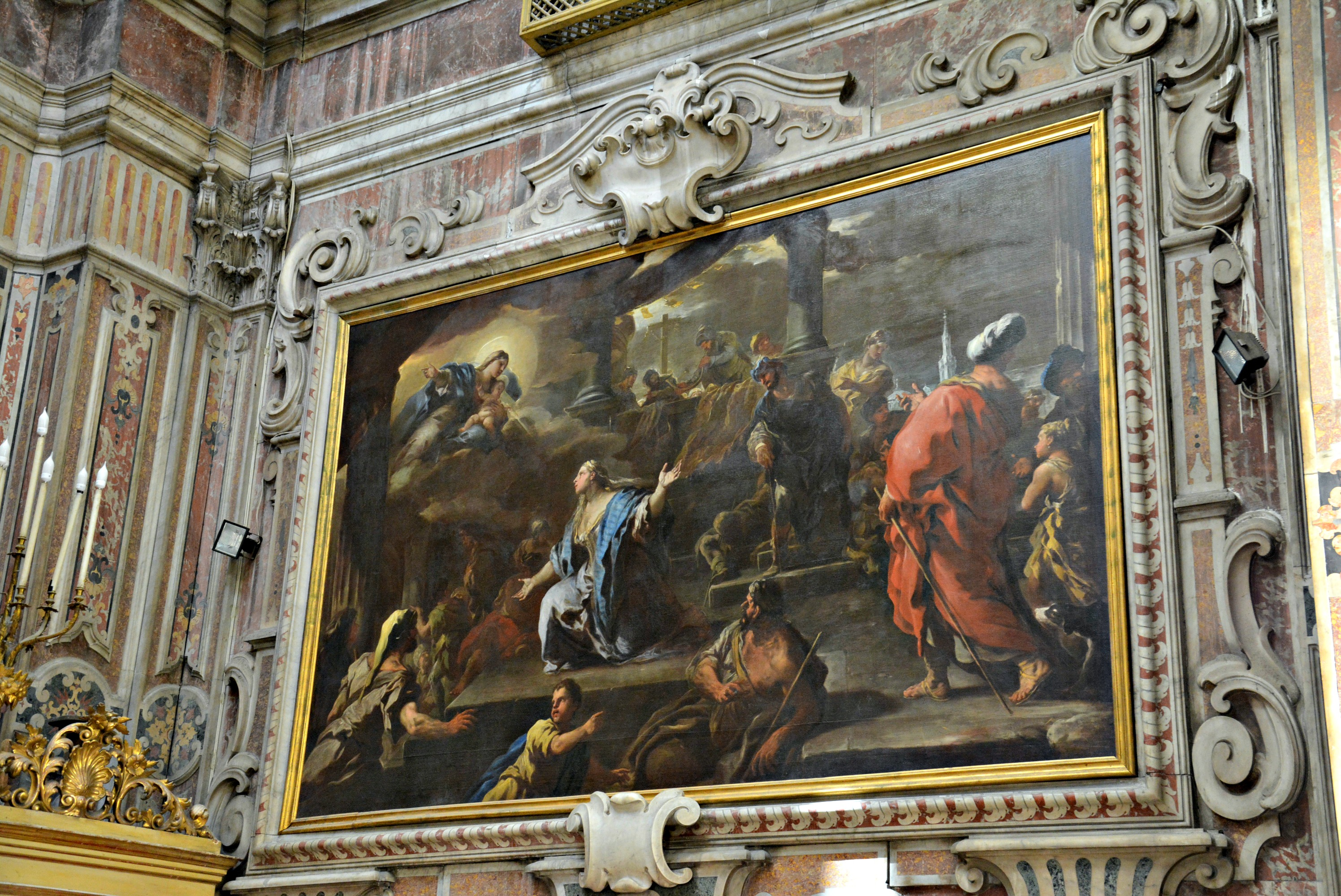
Konversion der heiligen Maria Aegyptiaca von Luca Giordano an der rechten Apsiswand

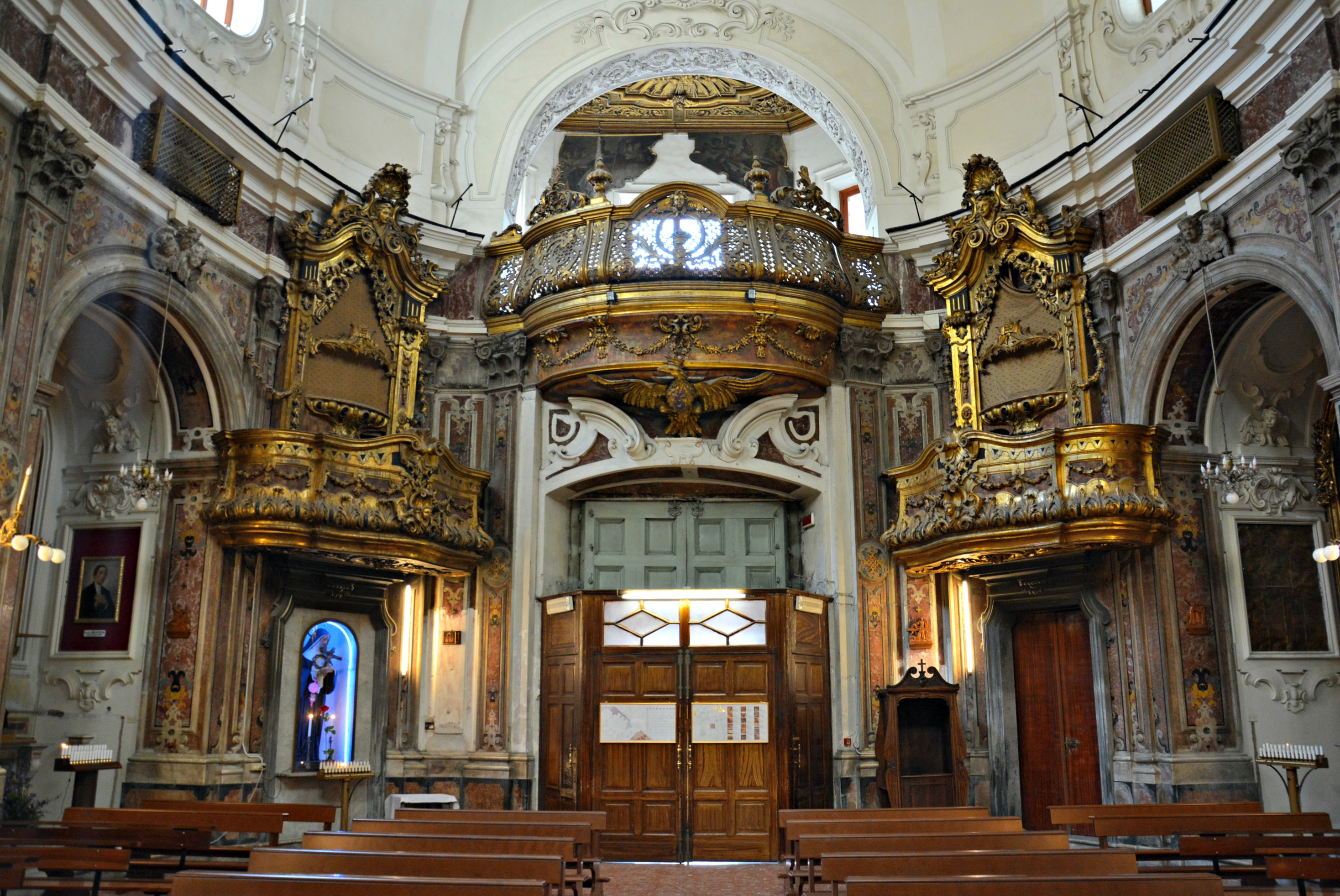
Blick zum Eingang mit den Emporen

## Einzelanmerkungen
1. 1 2  Luigi Catalani: Le chiese di Napoli, Band II, Tipografia Fu Migliaccio, Neapel, 1845, S. 178, Digitalisat
2. ↑  Caroline Astrid Bruzelius: The Stones of Naples: Church Building in Angevin Italy, 1266–1343, S. 142.